# Wetmorethraupis sterrhopteron
La tangara golinaranja (en Ecuador), tangara de garganta naranja (en Perú) o cachaquito de garganta anaranjada (Wetmorethraupis sterrhopteron),  es una especie de ave paseriforme de la familia Thraupidae, la única perteneciente al género monotípico Wetmorethraupis. Es endémica de una pequeña región del noroeste de América del Sur.

## Distribución y hábitat
Se distribuye en la cordillera del Cóndor en Zamora Chinchipe, Ecuador, y en el norte de Amazonas y Cajamarca, Perú. Se encuentra en la pendiente occidental sobre el río Nangaritza en Ecuador, y en la parte baja de la pendiente oriental y estribaciones sobre los ríos Marañón y Cenepa en Perú.
Esta especie ya fue abundante en su ambiente preferencial en Perú, pero actualmente es considerada poco común y muy localizada en su hábitat natural: el dosel y los bordes de bosques montanos, entre 600 y 1000 m de altitud.

## Estado de conservación
La tangara golinaranja ha sido calificada como vulnerable por la Unión Internacional para la Conservación de la Naturaleza (IUCN) debido a que su pequeña zona de distribución y su baja población, estimada entre 6000 y 15 000 individuos maduros, se presumen estar en decadencia como resultado de la pérdida de hábitat. Adicionalmente, ocurre en unas pocas localidades. La mayor parte de su distribución se encuentra dentro del territorio Aguaruna, donde, asumiendo que mantengan sus métodos de agricultura tradicionales, los bosques de las colinas deben permanecer relativamente inalterados.

## Descripción
Mide 18cm de longitud. Es un ave inconfundible, negra por arriba con las cobertoras alares y los bordes de las plumas internas de vuelo de color azul intenso. La garganta y el pecho son de color anaranjado brillante que contrasta con las partes inferiores beige amarillento. No presenta dimorfismo sexual.

## Comportamiento
Esta espectacular tangara es bastante visible en los locales que ocurre. Anda en grupos pequeños de hasta seis individuos, que generalmente se mueven independientemente de bandadas mixtas. Saltitan a lo largo de ramas más grandes y hurgan en el musgo y en las epífitas.

### Alimentación
Su dieta consiste de frutos e insectos.

### Vocalización
El canto del amanecer es una frase deliberada de tres notas, dadas desde una percha alta, por ejemplo «ui-tsí-tsu», repetida continuamente. Si provocado por play-back, emite una larga y continuada serie de notas estridentes pero aun así musicales.

## Sistemática

### Descripción original
La especie W. sterrhopteron y el género Wetmorethraupis fueron  descritos por primera vez por los ornitólogos estadounidenses George Hines Lowery, Jr. & John Patton O'Neill en 1964 bajo el mismo nombre científico; su localidad tipo es: «Chávez Valdivia, cerca de la confluencia de los ríos Comaina y Cenepa, lat. 4° 26' S, long. 78° 11' W, Depto. Amazonas, Perú»; el holotipo fue obtenido en el mes de julio de 1963 indirectamente por John P. O'Neill de los indios Aguaruna. Se encuentra depositado en el Museo de Zoología de la Louisiana State University bajo el no. 31457.

### Etimología
El nombre genérico femenino «Wetmorethraupis» conmemora al ornitólogo estadounidense Alexander Wetmore (1886–1978) y se compone con la palabra griega «thraupis»: pequeño pájaro desconocido, mencionado por Aristóteles, tal vez algún tipo de pinzón. En ornitología thraupis significa tangara; y el nombre de la especie «sterrhopteron» se compone de las palabras griegas «sterrhon»: duro, rígido, y «pteron»: pluma; en referencia a las exclusivas plumas rígidas de la garganta.

### Taxonomía
Es monotípica. En un pasado más remoto, esta especie estuvo incluido en Buthraupis, pero esto no fue seguido por otros autores; posteriormente se demostró que no son ni siquiera géneros hermanos.
Los amplios estudios filogenéticos recientes de Burns et al. (2014) demuestran que la presente especie es pariente próxima del género Bangsia, en una subfamilia Thraupinae.